# هايدهيكو هوشينو
هايدهيكو هوشينو (باليابانية: 星野英彦؛ بالكانا: ほしの ひでひこ) هو كاتب أغاني وملحن وعازف قيثارة وموسيقي ياباني، ولد في 16 يونيو 1966 في فوجيوكا في اليابان.

## وصلات خارجية
- الموقع الرسمي
- هايدهيكو هوشينو على موقع ميوزك برينز (الإنجليزية)